# Covert Affairs
Covert Affairs ou Missions secrètes au Québec est une série télévisée américaine composée de 76 épisodes de 42 minutes créée par Matt Corman et diffusée entre le 13 juillet 2010 et le 18 décembre 2014 sur USA Network et au Canada sur Showcase.
En Belgique, la série est diffusée depuis le 24 mars 2011 sur RTL-TVI. En France, à partir du 26 mars 2011 sur TF1 (saison 1), dès le 20 avril 2013 sur TF6 (saisons 1 et 2), dès le 1er décembre 2013 sur HD1 (saisons 1 à 3) et depuis le 17 novembre 2014 sur AB1 (saisons 1 à 4). Au Québec, depuis le 12 septembre 2011 sur AddikTV.

## Synopsis
Une jeune stagiaire polyglotte de la CIA, Annie Walker, est subitement promue agent de terrain. Alors qu'elle pense le devoir à ses capacités linguistiques, la véritable raison semble être pour la CIA d'attirer et de capturer Ben, l'homme dont elle était tombée amoureuse, qui lui a brisé le cœur, et dont elle ignore finalement tout. Pour l'aider dans ses nouvelles fonctions, elle est épaulée par August « Auggie » Anderson, un officier de la CIA ayant perdu la vue en Irak, toujours prêt à l'aider et l'appuyer, et de Jai Willcox, fils d'un ancien ponte de la CIA.

## Distribution

### Acteurs principaux
- Piper Perabo (VF : Adeline Moreau) : Anne-Catherine « Annie » Walker
- Christopher Gorham (VF : Jean-François Cros) : August « Auggie » Anderson
- Kari Matchett (VF : Juliette Degenne) : Joan Campbell, chef d'une division de la CIA
- Peter Gallagher (VF : Patrick Borg) : Arthur Campbell, mari et supérieur de Joan (récurrent saison 1 ; régulier par la suite)
- Anne Dudek (VF : Laura Blanc) : Danielle Brooks, sœur d'Annie (saisons 1-2 ; récurrente saison 3)
- Sendhil Ramamurthy (VF : Stéphane Fourreau) : Jai Wilcox (saisons 1-2 ; invité saison 3)
- Hill Harper (VF : Daniel Lobé) : Calder Michaels (à partir de la saison 4)
- Nicholas Bishop (VF : Philippe Vincent) : Ryan McQuaid (saison 5)

### Acteurs récurrents
- Oded Fehr (VF : Joël Zaffarano) : Eyal Lavin, agent du Mossad
- Eion Bailey (VF : Éric Aubrahn) : Ben Mercer
- Emmanuelle Vaugier (VF : Marion Dumas) : Liza Hearn, journaliste d'investigation
- Noam Jenkins (VF : Bruno Choel) : Vincent Rossabi
- Evan Sabba (VF : Didier Cherbuy) : Michael Brooks, mari de Danielle
- Gregory Itzin (VF : Bernard Alane) : Henry Wilcox
- Dylan Taylor (en) (VF : William Coryn) : Éric Barber
- Devin Kelley (VF : Barbara Tissier) : Parker Rowland
- Rena Sofer (VF : Sybille Tureau) : Geena
- Ben Lawson (VF : Vincent Ropion) : Dr Scott Weiss
- Michael Therriault (en) (VF : Yann Peira) : Andrew Holland
- Sarah Clarke (VF : Rafaèle Moutier) : Lena Smith
- Richard Coyle (VF : Marc Saez) : Simon Fisher
- Tim Griffin (VF : Loïc Houdré) : Seth Newman
- Haaz Sleiman (VF : Fabien Jacquelin) : Khalid Ansari
- Michelle Nolden (VF : Danièle Douet) : Megan Carr
- Michelle Ryan (VF : Josy Bernard) : Helen Hanson / Teresa Hamilton (saison 4)
- Manolo Cardona (VF : Boris Rehlinger) : Teo Braga (saison 4)
- Amanda Brugel (VF : Cathy Nouchi) : Olivia (saison 4)
- Aidan Devine (VF : Michel Dodane) : Deric Hughes (saison 4)
- Zuleikha Robinson (VF : Barbara Beretta) : Bianca Manning (saison 4)

Version française
- Société de doublage : Mediadub International[9]
- Direction artistique : Laura Préjean[9]
- Adaptation des dialogues : Joëlle Martrenchard et Franco Quaglia[9]

Source VF : Doublage Séries Database

## Production

### Développement
Le projet a débuté en juillet 2008. Le 1er juillet 2009, Piper Perabo décroche le rôle principal, suivi de Christopher Gorham le 29 juillet. Le lendemain, USA Network commande la série.
Le casting s'est poursuivi en août 2009 : Anne Dudek, Eric Lively, Kari Matchett, Eion Bailey et Peter Gallagher.
Après le tournage du pilote, USA Network commande la série le 7 janvier 2010.
En mars 2010, Sendhil Ramamurthy décroche un rôle principal, alors que celui d'Eric Lively n'est pas conservé après le pilote.
Le 6 janvier 2015, la série est annulée, faute d'audiences satisfaisantes.

### Fiche technique
- Titre français et original : Covert Affairs
- Titre québécois : Missions secrètes
- Créateur : Matt Corman
- Réalisation :
- Scénario :
- Décors :
- Costumes :
- Photographie :
- Montage :
- Musique : Thème de l'émission "Can You Save Me" de Apple Trees & Tangerines. Toby Chu compositeur
- Casting :
- Direction artistique :
- Production : 
  - Production exécutive :
- Sociétés de production :
- Sociétés de distribution : USA Network (États-Unis)
- Format : Couleur - 1,78 : 1
- Pays d'origine :  États-Unis
- Langue : Anglais
- Genre : dramatique, espionnage
- Durée : 42 minutes

## Épisodes

### Première saison (2010)
Note : Lors de la diffusion francophone l'épisode pilote a été diffusé en deux parties sur TF1 et RTL-TVI. De plus, certains épisodes ont bénéficié de titres français différents lors de leur diffusion en Belgique. Ils seront indiqués en second le cas échéant.
1. La Recrue, première partie (Pilot 1/2)
2. La Recrue, deuxième partie (Pilot 2/2)
3. Sur les ondes (Walter's Walk)
4. La Madone de la favela (South Bound Suarez)
5. L’Échange (No Quarter)
6. Mission impossible (In the Light)
7. Infidèlement vôtre (Houses of the Holy)
8. Rien que pour ses yeux (Communication Breakdown)
9. L’Amour du risque / Mission Mona Lisa (What Is and What Should Never Be)
10. Le Rêve américain (Fool in the Rain)
11. Casino Royal (I Can't Quit You Baby)
12. Amoureusement vôtre (When the Levee Breaks)

Source des titres FR,

### Deuxième saison (2011)
La chaîne américaine a renouvelé la série pour une deuxième saison de 16 épisodes diffusés depuis le 7 juin 2011.
1. Comme au premier jour (Begin the Begin)
2. Mon pays et Paris (Good Advices)
3. Tirer n'est pas jouer (Bang and Blame)
4. Évasion à l'italienne (All the Right Friends)
5. Plus près des étoiles (Around the Sun)
6. Les Randonneuses (The Outsiders)
7. Le Valet de Carreau (Half a World Away)
8. En otage (Welcome to the Occupation)
9. Si loin, si proche (Sad Professor)
10. Une exposition risquée (World Leader Pretend)
11. Déflagration (The Wake-Up Bomb)
12. Berlin, mon amour (Uberlin)
13. Une fille comme toi (A Girl Like You)
14. Mon père, ce traître (Horse to Water)
15. Au service de sa majesté (What's the Frequency, Kenneth?)
16. Sauver sa peau (Letter Never Sent)

### Troisième saison (2012)
Le 15 septembre 2011, USA Network a renouvelé la série pour une troisième saison de 16 épisodes dont la diffusion a débuté le 10 juillet 2012.
1. Terres de sable (Hang on to Yourself)
2. À deux, c'est mieux (Sound and Vision)
3. Voyage en mer rouge (The Last Thing You Should Do)
4. Le Sel de la vie (Speed of Life)
5. L’espionne qui l’aimait (This Is Not America)
6. Le Roi et le Pion (Hello Stranger)
7. L’Échappée belle (Loving the Alien)
8. L'étau se resserre (Glass Spider)
9. Une coupable idéale (Suffragette City)
10. Agent double (Let's Dance)
11. Les Vrais Amis (Rock 'n' Roll Suicide)
12. Triple Jeu (Wishful Beginnings)
13. Cible prioritaire (Man in the Middle)
14. Faux et Usage de faux (Scary Monsters (and Super Creeps))
15. Le Piège (Quicksand)
16. Chimère (Lady Stardust)

### Quatrième saison (2013)
Le 25 septembre 2012, la série a été renouvelée pour une quatrième saison de seize épisodes diffusée depuis le 16 juillet 2013.
1. Le Puma (Vamos)
2. Manipulations (Dig For Fire)
3. Mission exfiltration (Into The White)
4. Petits mensonges entre espions (Rock a My Soul)
5. In extremis (Here Comes Your Man)
6. Prise au piège (Space (I Believe In))
7. Puisqu'il faut choisir (Crackity Jones)
8. Dernières révélations (I've Been Waiting for You)
9. Perdre le contrôle (Hang Wire)
10. Se retirer du jeu (Levitate Me)
11. Partir de zéro (Dead)
12. Le maître chanteur (Something Against You)
13. Encore mort (No. 13 Baby)
14. La piste des diamants (River Euphrates)
15. Si loin, si proches (There Goes My Gun)
16. À la vie à la mort (Trompe Le Monde)

### Cinquième saison (2014)
Le 3 octobre 2013, la série a été renouvelée pour une cinquième et dernière saison de seize épisodes diffusée depuis le 24 juin 2014.
1. La Revenante (Shady Lane)
2. Double Traque (False Skorpion)
3. Plan d'Urgence (Unseen Power of the Picket Fence)
4. Un Secret Inavouable (Silence Kit)
5. Promesse et Trahison (Elevate Me Later)
6. Situation Critique (Embassy Row)
7. Dans le camp ennemi (Brink of the Clouds)
8. En quête de vérité (Grounded)
9. La confiance en règne (Spit on a Stranger)
10. Le fugitif (Sensitive Euro Man)
11. Le chat et la souris (Trigger Cut)
12. Les mains liées (Starlings of the Slipstream)
13. Quoi qu'il en coûte (She Believes)
14. Une question de temps (Transport Is Arranged)
15. Le dernier survivant (Frontwards)
16. Affaire Classée (Gold Soundz)

## Accueil

### Audiences

#### En France
Lors de sa première diffusion en France, la série a obtenu 1,7 million et 1,8 million de téléspectateurs correspondant à 19,3 % des parts du marché sur TF1.

## Commentaires
- À l'exception du pilote, tous les épisodes de la première saison ont des titres de morceaux du groupe Led Zeppelin, ceux de la deuxième saison sont tirés du répertoire de R.E.M., ceux de la troisième de celui de David Bowie, ceux de la quatrième de celui de Pixies et ceux de la cinquième de celui de Pavement.
- Dans l'épisode 7 de la deuxième saison, les images de l'hôtel Sapphire d'Istanbul sont en fait celles de l'Hôtel du Louvre à Paris.[réf. nécessaire]